# 歌のヒットステージ
『歌のヒットステージ』（うたのヒットステージ）は、テレビ東京系列局ほかで放送されていたテレビ東京製作の歌謡番組である。テレビ東京系列局では2001年4月9日から同年9月17日まで、毎週月曜 22:00 - 22:54 （日本標準時）に放送。

## 概要
2000年9月に『演歌の花道』が終了して以来、約半年ぶりに同系列局で放送されたスタジオ公開型の歌謡番組である。司会は高橋英樹と酒井ゆきえと布川敏和が務めていた。

## スタッフ
- プロデューサー：斧賢一郎、大島信彦
- 演出：齊藤紀子
- 制作協力：エムファーム
- 製作著作：テレビ東京